# Blazing Arrows
Blazing Arrows è un film muto del 1922 scritto e diretto da Henry McCarty. Prodotto dalla Doubleday Production Company, aveva come interpreti Lester Cuneo, Francelia Billington, Clark Comstock, Lafayette McKee.

## Trama
John Strong, noto anche come Sky Fire, è uno studente della Columbia University di New York. Quando però si scoprono le sue origini indiane - rivelate da un rivale, pretendente deluso della sua fidanzata - lui e la sua ragazza devono lasciarsi. Tornato nel West, Sky Fire ha uno scontro con il rivale, che uccide il tutore di Martha. Lei chiede la sua protezione e i due affrontano una lunga serie di avventure durante la loro fuga. Alla fine, Sky Fire scoprirà le sue vere origini e di essere stato solo allevato dagli indiani che lo avevano adottato.

## Produzione
Il film fu prodotto dalla Doubleday Production Company, girato da fine agosto al 9 settembre 1922 con il titolo di lavorazione Skyfire.

## Distribuzione
Distribuito dalla Western Pictures Exploitation Company, il film uscì nelle sale statunitensi presentato in prima a New York il 18 ottobre 1922.
Non si conoscono copie ancora esistenti della pellicola che viene considerata presumibilmente perduta